# Neuhoffnungsschacht

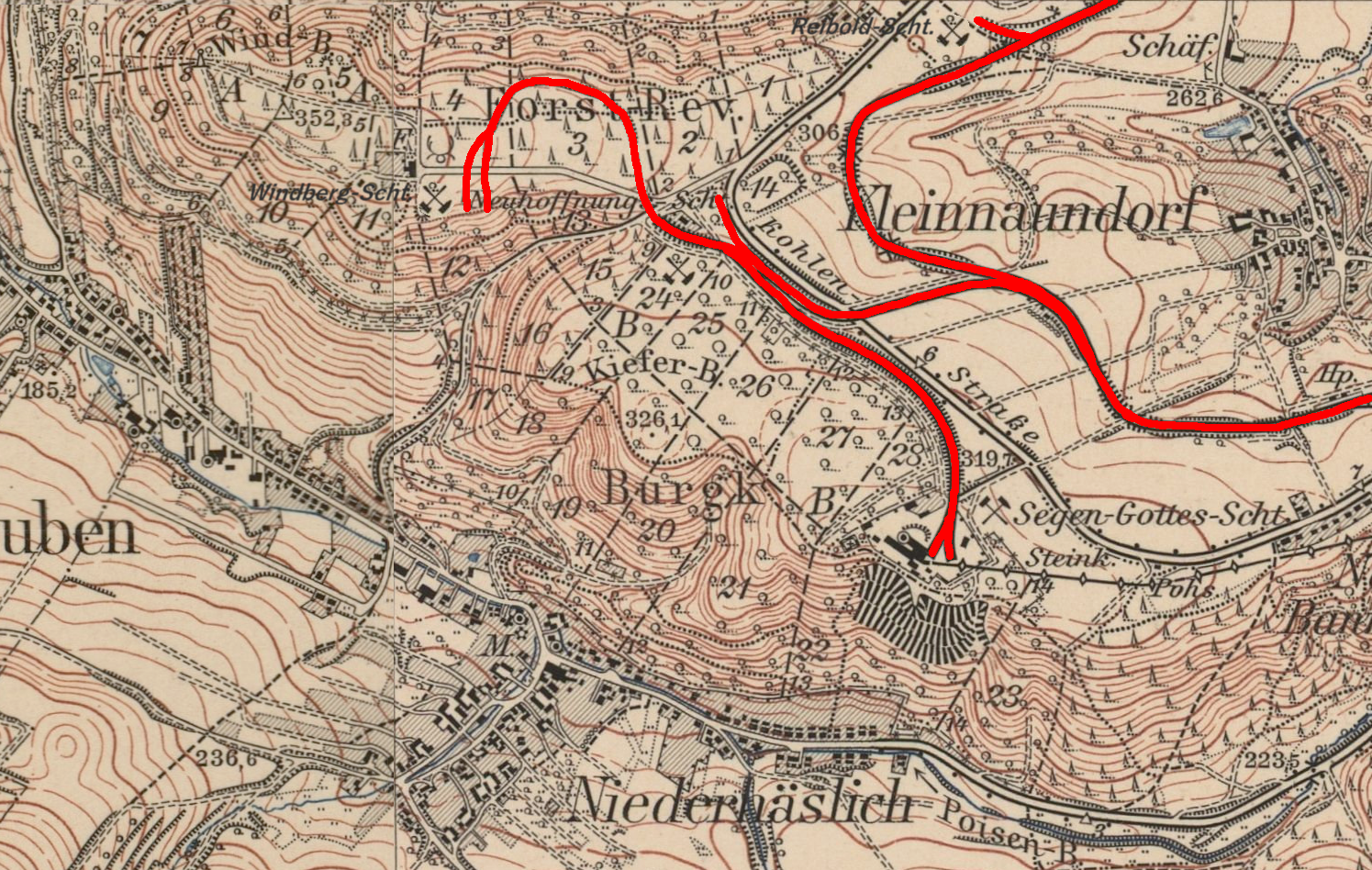
Karte der Schachtanlagen (Meßtischblatt, 1912)

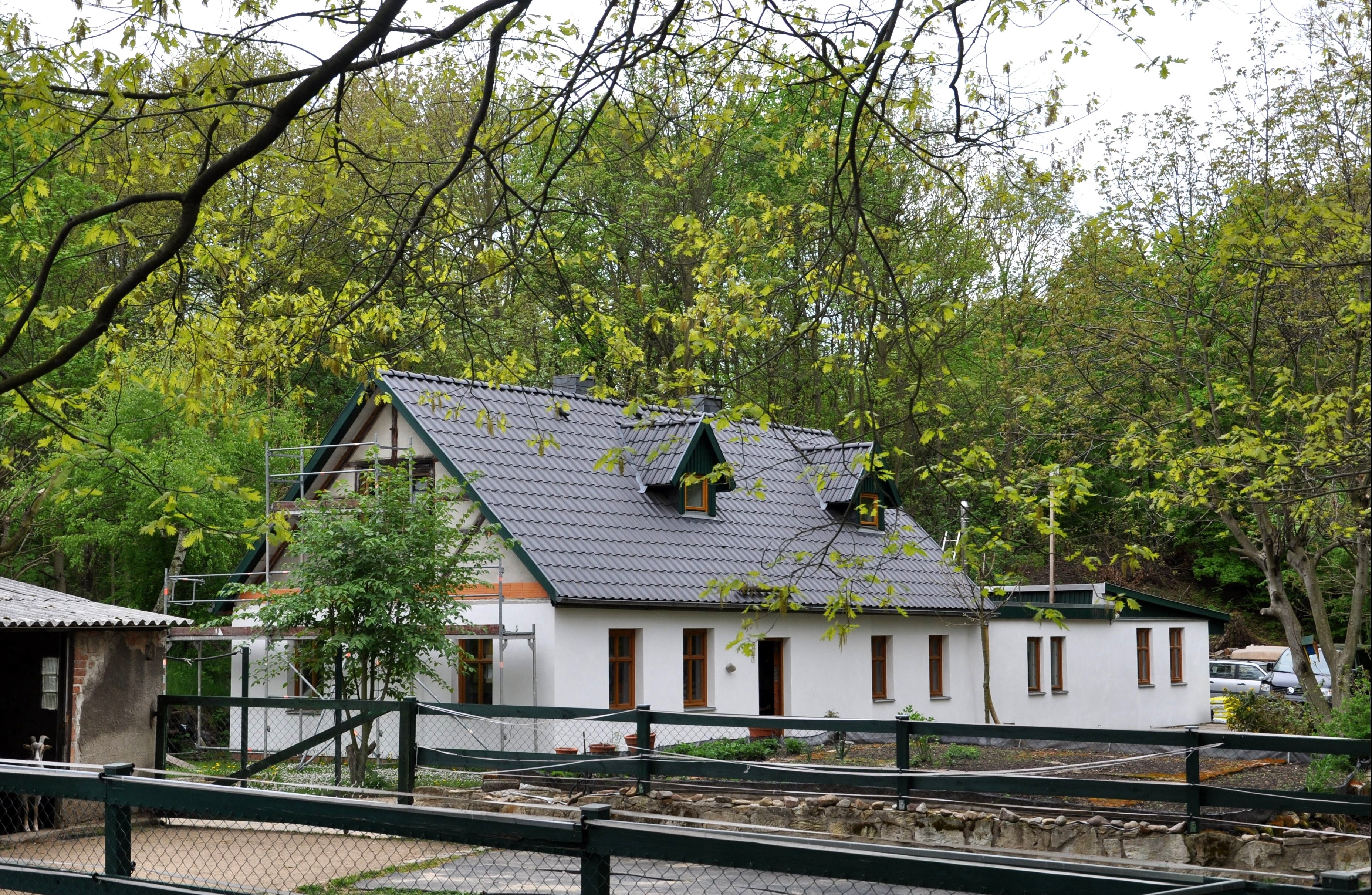
Huthaus (2015)

Der Neuhoffnungsschacht (auch: Neue-Hoffnung-Schacht) war eine Steinkohlengrube der Freiherrlich von Burgker Steinkohlen- und Eisenhüttenwerke. Der Schacht lag im zentralen Teil der Steinkohlenlagerstätte des Döhlener Beckens auf Niederhäslicher Flur (Flurstück „Die Spitze“). Der Schacht war (zusammen mit dem benachbarten Segen-Gottes-Schacht) Ort der größten Schlagwetterexplosion im sächsischen Steinkohlenbergbau.

## Geschichte
Die Freiherrlich von Burgker Steinkohlen- und Eisenhüttenwerke begannen 1837 auf dem Plateau des Windbergs mit dem Teufen des Schachtes. Der bei 317 m NN angesetzte Schacht erreichte 1841 eine Teufe von 392,80 Metern. Das in 364,80 Meter Teufe angetroffene 1. Flöz hatte eine Mächtigkeit von 4,60 Meter. Die Entwässerung des Grubenfeldes erfolgte über eine 1839–1842 aufgefahrene, in 81,75 Meter Teufe einkommende 520 Meter lange Rösche. Deren heute nicht mehr vorhandenes Mundloch lag in Burgk an der Einmündung der Rotkopf-Görg-Straße in die Burgker Straße. Über diese Rösche überführte man eine Zeitlang auch Kohlen zur Wäsche am Wilhelminenschacht. Als Fahrung für die Mannschaft diente ursprünglich die Tagesstrecke Oberes Revier, deren Mundloch sich im Garten des Schlosses Burgk befindet.
Mit dem Schacht wurde das 3,70 Meter unter dem 1. Flöz liegende 0,90 Meter mächtige 2. Flöz, 8,90 Meter unter dem 2. Flöz das 0,70 Meter mächtige 3. Flöz und 2,40 Meter unter dem 3. Flöz das 0,20 Meter mächtige 4. Flöz durchteuft. Alle 3 Flöze bestehen aus unbauwürdigen Brandschiefer.
Im Jahr 1838 wurde eine von den Freiherrlich von Burgker Steinkohlen- und Eisenhüttenwerke gebaute Dampfmaschine mit einer Leistung von 16 PS zur Förderung errichtet. Eine Dampfmaschine gleichen Typs wurde 1840 zum Betrieb der Wasserhaltung gebaut.
1847 wurde eine hydraulische Kohlenwäsche eingerichtet, 1854 fünf Bienenkorböfen zur Koksproduktion aufgebaut.
Am 30. März 1857 wurde der Anschluss des Schachtes an die neugebaute Hänichener Kohlenzweigbahn, die den Abtransport der Kohlen erheblich erleichterte, in Betrieb genommen.

Nach dem im Jahr 1862 beendeten teufen des östlich gelegenen Segen-Gottes-Schachtes schuf man eine Verbindung zwischen beiden Schächten. In diesem vereinigten Grubenfeld ereignete sich am 2. August 1869 eine Schlagwetterexplosion, der nahezu alle Bergleute der Frühschicht zum Opfer fielen. Die 276 Toten wurden auf dem Döhlener Friedhof und auf einem eigens eingerichteten Begräbnisplatz am Segen-Gottes-Schacht beigesetzt. Ein 1870 an diesem Ort eingeweihtes Denkmal erinnert an die Katastrophe. 
Mit einem aus dem Schachttiefsten nach Südost gerichteten Querschlag fuhr man in einer Entfernung von 180 Metern das Flöz erneut an und konnte von hier aus das um weitere 70 Meter stark nach Südosten einfallende Flöz neu ausrichten.
Zur besseren Bewetterung des Grubenfeldes errichtete man 1871 unter der Hängebank einen Radialventilator der Bauart Guibal mit neun Metern Durchmesser.
Im gleichen Jahr wurde eine Rettungsstrecke mit dem Windbergschacht des Potschappler Aktienvereins durchschlägig.
Im Jahr 1886 wurde die Fördermaschine des Schachtes als Fördermaschine zur Teufe des Marienschachtes umgesetzt. Im März 1887 wurde der Abbau im Revier des Schachtes eingestellt. Der Schacht diente weiterhin als Abwetterschacht. Die nicht mehr benötigten Tagesanlagen (Wäsche und Sortieranlage) wurden abgerissen.
Im Juni 1888 kam bei einer Schlagwetterexplosion ein Bergmann ums Leben.
Im Jahr 1898 wurde die Tagesstrecke abgeworfen und ihre Verbindung zum Burgker Weißeritzstolln sowie die Anbindung an den Schacht abgedämmt um ein Eindringen von Wasser aus der Weißeritz bei Hochwasser zu verhindern.
Im Jahr 1901 wurde der Grubenlüfter außer Betrieb genommen. Die Aufgabe des ausziehenden Wetterschachtes übernahm der Glückauf-Schacht. Damit die zusitzenden Wässer nicht die Wasserhaltung des Segen Gottes Schachtes belasten, wurde der Schacht in einer Teufe von 136,50 Meter wasserdicht verwölbt und die Schachtröhre verfüllt. Die Schachtwässer wurden über die Rösche abgeführt.
Die Gesamtfördermenge über die Betriebszeit betrug 1.685.406 Tonnen.
Die Tagesanlagen riss man später bis auf einen Teil des Huthauses ab. Ein Teil des Schachtgeländes wird heute durch eine Sattlerwerkstatt nachgenutzt. Das Huthaus dient Wohnzwecken.
1978 wurde der Schacht durch die Bergsicherung Dresden erneut verwahrt.